# Statut de 1947
Lire en ligne

Texte sur Wikisource, texte sur Légifrance

12 mars 1956 : hors cadre, puis
18 mars 1962 : indépendance de l'Algérie
Le Statut de 1947 est l'ensemble des dispositions de déconcentration des pouvoirs de la France coloniale à l'Algérie organisé par la loi du 20 septembre 1947, « portant statut organique de l’Algérie ». La loi est débattue par l'Assemblée nationale dans un contexte de refonte constitutionnelle, de revendications nationalistes et de prémices de la guerre d'Algérie.   
Le statut octroie des pouvoirs propres au groupe des départements français d'Algérie et crée une Assemblée algérienne. Il proclame aussi « l'égalité effective entre tous les citoyens français » (art. 2). 
L'Assemblée algérienne prévue a principalement des compétences financières. Elle comprend 120 délégués élus à parité : 60 représentants sont élus au suffrage universel par un « premier collège » comprenant de plein droit les citoyens de statut civil de droit commun et des citoyens de « statut civil de droit local », et 60 délégués sont élus au suffrage universel masculin par un « second collège » des autres citoyens de « statut civil de droit local ».
Si le statut est bien appliqué dans son aspect de gestion ordinaire, il est dénaturé en ce qui concerne ses principales avancées, par l'incapacité de l'Assemblée algérienne à se saisir des matières les plus novatrices que le statut lui a dévolues. 
Il est appliqué de 1948 jusqu'à la date du 16 mars 1956 instaurant des pouvoirs spéciaux qui conduisent le ministre résidant Robert Lacoste à dissoudre l'assemblée algérienne le mois suivant. Ensuite, jusqu'à l'indépendance du pays, l'Algérie vit « hors statut », au gré d'une législation métropolitaine de circonstance.

## Contexte
Le lien entre France et Algérie débute en 1830, année de la conquête de l'Algérie par la France, l'Algérie devient française. 
Ce nouveau territoire est organisé par la France qui dispose de manière originale de son territoire et de ses habitants. D'abord simple colonie rattachée à la métropole, le territoire sera de plus en plus autonome[réf. nécessaire]. Ces habitants autochtones resteront tout de même soumis à un statut personnel particulier : le statut d'indigène.

### Organisation administrative et institutions politiques de l'Algérie avant 1947

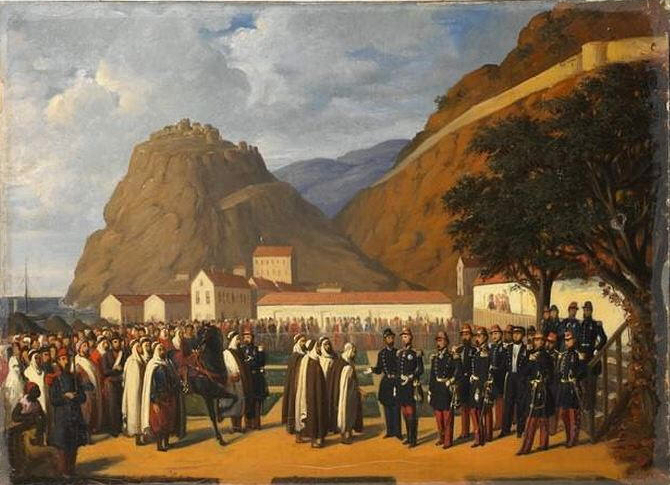
La reddition d'Abd el-Kader, le 23 décembre 1847 par Régis Augustin.

Si la reddition formelle d'Abd el-Kader, « émir de Mascara », a lieu le 23 décembre 1847, la future organisation du territoire était déjà prévue depuis l'ordonnance du 22 juillet 1834. Ce sera une « colonie militaire rattachée au ministère de la Guerre et dirigée par un chef, le gouverneur général d'Algérie, auquel le roi (de France) a délégué d'importantes attributions de gouvernement, d'administration et de réglementation ». 
En décembre 1848, la France crée les trois départements d'Algérie : département d'Alger, département de Constantine et département d'Oran.
De 1858 à 1860, une institution dédiée gère spécialement le territoire : le Conseil supérieur de l'Algérie et des colonies. Rebatisé « Conseil supérieur » par le décret du 10 décembre 1860, « ce conseil était chargé d'examiner à titre consultatif le budget annuel de l'Algérie, ainsi que l'assiette et la répartition des divers impôts, préparés par le Gouvernement général ».
Par la suite, le gouverneur perd de son pouvoir en raison de ce que l'on va appeler « le système des rattachements ». Défini par le décret du 26 août 1881, c'est un système dans lequel « les services de l'Algérie sont placés sous l'autorité directe des ministres, qui suivent de Paris, chacun en ce qui le concerne, les affaires relevant de son département, transmettent des instructions au gouverneur général, sollicitent ses avis et propositions et décident ensuite ou font prendre la décision par le chef de l’État ». Le gouverneur général n'a donc plus qu'un rôle principalement consultatif.
À partir de 1890, « devant les critiques sévères dont il était l'objet, le régime de l'Algérie a évolué vers une décentralisation administrative opérée par étape ». Le décret du 23 août 1898 augmente les pouvoirs du gouverneur général. Deux autres décrets du 23 août 1898, instituent une assemblée élective : les délégations financières. La loi du 19 décembre 1900 dote l'Algérie de la personnalité civile et d'un budget spécial. Pour finir, la loi du 24 décembre 1902 a aménagé une circonscription administrative distincte de l'Algérie : les Territoires du Sud.

### Statut d'indigène
L'annexion de l'Algérie à la France par l’Ordonnance royale du 24 février 1834 conduit à la mise en place en Algérie d'un statut spécial des autochtones, dit de l'indigénat, qui introduit une situation singulière dans la tradition juridique française. Dans le code civil, une liaison est établie entre la nationalité et les droits civils (art. 8). Cette liaison va être rompue pour les indigènes musulmans ou juifs d'Algérie. « Les indigènes musulmans ou juifs sont français mais ils ne jouissent ni des droits civils, ni des droits politiques : ils ont une nationalité de sujet, par défaut en quelque sorte ». Il s'agit d'un statut d'infériorité occasionné par la situation de peuple conquis. Titulaires de la nationalité mais non pas de la citoyenneté, les habitants historiques de l'Algérie - dits « autochtones » ou « indigènes » - sont en situation d'inégalité avec les colons français. Ceux-ci, qui ont la « qualité de Français», sont donc nécessairement citoyens (à l'exception des femmes,), quoiqu'en fait ils n'exercent des droits politiques au niveau national que pendant la Deuxième République (1848-1852), puis à partir de 1870.
Si, d'après le politologue Patrick Weil, les clauses du traité de capitulation du Dey d'Alger auraient pu être interprétées  comme comprenant le droit pour le vaincu de s'auto-administrer, ce n'est pas le cas en pratique. Le statut de l'indigénat permet aux musulmans et aux juifs de continuer à rester soumis dans les domaines des lois successorales et personnelles à un statut personnel dit « de droit local », mais « dans tous les autres domaines, ils se voient soumis à un statut juridique d’infériorité ». Ce statut de fait est théorisé par un arrêt de la Cour d'Alger, du 24 février 1862, et sa jurisprudence est entérinée par le Senatus-consulte du 14 juillet 1865, qui reconnaît la qualité de Français aux indigènes musulmans et juifs d'Algérie, et leur refuse la citoyenneté s'ils restent soumis à leur statut personnel. Le senatus-consulte prévoit aussi l'accession à la citoyenneté, pour les indigènes musulmans et juifs pour la première fois, et pour les étrangers résidant en Algérie.
Par la suite, les « événements de 1870 » modifient les forces en présence, et la « naturalisation » collective des juifs indigènes, en les soustrayant à leur statut personnel mosaïque, est réalisée par les décrets des 24 octobre et 24 décembre 1870. Cependant, les habitants de l'Algérie n'ont pas tous le même statut et plusieurs lois se succèdent vers une augmentation des droits civils et politiques des indigènes : loi du 4 février 1919, Ordonnance du 7 mars 1944. Pour finir, certains droits politiques sont accordés aux indigènes. La loi du 5 octobre 1946 leur accorde 15 sièges de députés à l'Assemblée nationale. La loi du 27 octobre 1946 leur permet d’élire 7 membres du Conseil de la République.

### Situation après la Seconde guerre mondiale
Le statut antérieur de l'Algérie mis en place dans la période 1898/1900 perdure jusqu'en 1948. D'après Bernard Droz, après que les Délégations financières ont été suspendues comme les autres assemblées délibérantes par la loi du 9 décembre 1940, elles sont rétablies en 1943 par le Comité français de Libération nationale. Pour Xavier Yacono au contraire, une ordonnance du 7 mars 1944 fait disparaître les Délégations financières, remplacées provisoirement par une Assemblée financière non élue. Le statut est de toute façon nettement dépassé par les revendications des nationalistes algériens exprimées dans le Manifeste du 12 février 1943, qui conduit le gouverneur Peyrouton à créer le 3 avril 1943 une commission des réformes économiques et sociales musulmanes. 
Des débats sur le statut à appliquer à l'Algérie organisés dans le cadre des commissions de réformes du Comité français de Libération nationale en 1943, puis lors de l'élaboration des projets constitutionnels de 1946, il sort quelques dispositions fragmentaires concernant l'organisation des deux collèges électoraux: ordonnances du 7 mars 1944 et du 17 août 1945, loi du 5 octobre 1946,.
La mise en place des institutions de la Quatrième République étant effective fin 1946, et la nouvelle constitution adoptée par référendum du 13 octobre 1946 étant muette sur l'Algérie - néanmoins implicitement membre de l'Union française comme partie intégrante de la République,, - l'adoption d'un nouveau statut pour l'Algérie ne peut plus être différée.

## Élaboration de la loi
La loi est élaborée au cours de débats passionnés, où les pressions contraires qui s'exercent réduisent la marge de manœuvre du Président du Conseil Paul Ramadier.

### Précédents projets
En juillet 1946, le projet de statut de l'Algérie est évoqué dans le cadre de la discussion de la Constitution de 1946 : celui-ci doit faire l'objet d'une « loi spéciale ».
Au cours des travaux de la deuxième Assemblée constituante, l'UDMA dépose le 2 août 1946 une proposition de loi « tendant à établir la Constitution de la république algérienne en tant qu’État fédéré membre de l’Union française », suivie d'une seconde proposition de loi des députés socialistes d'Algérie contresignée par le groupe SFIO de l'assemblée et Paul Ramadier.Cinq jours plus tard, le 24 septembre 1946, est déposé le projet de loi gouvernemental préparé par le ministre de l'intérieur Edouard Depreux, « portant statut organique de l'Algérie ». Soumis à la Commission de la Constitution, le projet et les deux propositions ne sont pas discutés avant a fin de la session, devant l'urgence d'achever le projet de Constitution avant le référendum du 13 octobre 1946. 

### Dépôt du projet de loi gouvernemental
Le projet de loi qui sera adopté est déposé au bureau de l'Assemblée nationale le 29 mai 1947. Il est présenté  par le cabinet Ramadier. 
Il est dû pour l'essentiel au professeur Paul-Émile Viard, député MRP d'Alger. Ce texte a pour originalité de prévoir un ministre de l'Algérie (l'idée sera reprise en 1956 par Jacques Soustelle), mais pour le reste, son conservatisme suscite des contre-projets de nature fédéraliste (UDMA et Parti communiste) ou assimilationniste (SFIO). 

### Vote du projet et modifications apportées
Le ministre de l'intérieur Édouard Depreux parvient, avec l'aide du rapporteur, le député socialiste d'Oran Maurice Rabier, à écarter les projets concurrents, provoquant la protestation des élus du deuxième collège, qui quittent l'Assemblée. Le statut est voté le 20 septembre 1947 par 320 voix contre 92 à l'issue de débats passionnés. La totalité des députés des deux collèges d'Algérie vote contre, les communistes s'étant abstenus.
Le statut de l'Algérie vient donc en discussion en mai à l'assemblée nationale, où siègent 15 députés de chacun des deux collèges algériens,.

### Propositions de loi concurrentes
Plusieurs propositions de lois concurrentes ont été proposées :
1. proposition de loi no 473, dépôt le 6 février 1947 par Maurice Rabier, député socialiste (SFIO) de l'Algérie, membre du 1er collège ;
2. proposition de loi no 923, dépôt le 13 mars 1947 par Abderrahmane Djemad, député communiste algérien, membre du second collège ;
3. proposition de loi no 133 déposée au Conseil de la République (CR) le 21 mars 1947 par Chérif Saâdane, sénateur du département d'Alger pour le 2e collège, puis transmission no 1023 le 22 mars 1947 à l'Assemblée nationale ;
4. proposition de loi no 208 déposée au Conseil de la République le 29 mars 1947 par Abdelkader Saiah sénateur du département d'Alger pour le 2e collège, transmission no 1160 le 29 avril 1947 ;
5. [...] de Hachemi Benchennouf député Musulmans indépendants pour la défense du fédéralisme algérien (2e collège), no 1352, dépôt le 20 mai 1947 ;
6. [...] de Abderraman Ben Tounès député socialiste (2e collège), dépôt le 20 mai 1947.

Si, classiquement, il a été question de savoir quelles seraient les compétences et le mode de nomination de la nouvelle Assemblée créée, il a aussi été discuté du statut territorial de l'Algérie : département, territoire d'Outre-mer, rattachement sui generis ? Mais aussi de la modification du statut personnel à apporter aux autochtones - citoyenneté de la République, de l'Union (amendement Capitant retiré) ?

### Intervention du général de Gaulle dans le débat
Ayant abandonné le pouvoir le 20 janvier 1946, Charles de Gaulle intervient dans la discussion par un discours du 18 août 1947, où il reprend à son compte toutes les revendications de la majorité du premier collège de l'Algérie. Il demande le maintien de la souveraineté de la France en Algérie, deux collèges paritaires excluant l'ouverture du premier collège à des Musulmans prévue par l'ordonnance du 7 mars 1944, dont il demande l'abrogation ainsi que l'abrogation du titre IV de la loi du 5 octobre 1946. Il demande également le vote séparé dans chaque collège de l'Assemblée algérienne. Il justifie son ralliement au double collège en raison de « l'infirmité d'un régime d'Assemblée unique, incapable de prendre en compte la variété et la diversité d'aspirations des populations d'Union française comme d'Algérie. ».

### Discussion sur le statut de l'Algérie: art1er
- Si vous ne connaissez pas le sujet, laissez ce bandeau (vous pouvez alors contacter les auteurs).
- Si vous supprimez le contenu mis en cause (vous pouvez préalablement contacter les auteurs),

argumentez précisément cette suppression dans la page de discussion
(un manque de référence n'est pas un argument ; une recherche réelle de référence doit avoir été effectuée, être formellement documentée).
La définition du statut de l'Algérie posée à l'article 1er de la loi a fait l'objet de nombreuses discussions.
« La discussion de l'article 1er a commencé par l'examen de deux contre-projets de tendance autonomiste  repris sous forme d'amendements »,.

#### Propositions de loi déposées
La première proposition, présentée par Abderrahmane Djemad, membre influant du Parti communiste algérien à Alger soutenue par les communistes, proposait l'autonomie du territoire dans le cadre de l'Union française. Cette proposition a été refusée par 404 voix contre 9.  Soit bien en dessous du nombre de représentants, se disant communistes (169 membres du groupe communiste et 15 membres du groupe de l'Union républicaine et résistante) ou de représentants du second collège de l'Algérie à l'Assemblée (15 membres). 
La deuxième proposition, ouvertement autonomiste, était soutenue par Hachemi Benchennouf, élu sur la « liste de défense du fédéralisme algérien » et Abderrahmane Ben Tounès, élu sur la « liste musulmane d'action démocratique et sociale » et apparenté socialiste fut pareillement rejetée. Pour soutenir leur amendement, les deux députés font référence à la montée du nationalisme algérien qui, si aucune réponse ne lui est apporté, apportera « désordre et anarchie ». La création d'une fédération serait donc un moyen de garder un lien avec la France en faisant droit aux réclamations des nationalistes algériens.

Organisation administrative de l'Algérie en 1947. En rose, les trois départements français d'Algérie : Alger, Constantine et Oran, et en jaune, les quatre Territoires du Sud, considérés comme des départements par le statut de 1947.

Une autre proposition de tendance « assimilatrice » a ensuite été présentée et refusée. 
Une autre proposition, soutenue par Rabier, Borra et Defferre catégorise l'Algérie comme une collectivité territoriale composée de départements d'outre-mer. 
L'article finalement adopté est celui du projet gouvernemental, qui situe les départements algériens dans la République française, comme la proposition socialiste, mais en contradiction avec toutes les autres propositions,.

#### Analyse de la discussion
L’enjeu de tous ces projets est de définir le cadre politique de la relation entre l'Algérie et la France. L'après-guerre voit la montée des revendications d'indépendance au nom du droit des peuples à disposer d'eux-mêmes. Plusieurs propositions de loi reflètent cette tendance, et le débat se pose en ces termes : les départements d'Algérie sont-ils partie intégrante de la République française, ou bien un Territoire ou un État associé à la République dans le cadre de l'Union française ?[réf. souhaitée] Juridiquement, la situation ne laisse pas de doute à l'époque, car le Conseil d’État considère dans un avis de 1947 que : « les départements algériens sont des départements d'outre-mer ». 
Alors pourquoi continuer à poser la question ? Parce dans la discussion devant les Parlementaires, M. Ben Tounès a déclaré : « Mesdames et messieurs, ni par sa géographie, ni par son histoire, ni par sa composition ethnique, l'Algérie ne fait partie intégrante de la métropole. Elle ne peut y être assimilée que par une fiction légale qu'il est inutile de prolonger, les faits se chargeant de la détruire. ». La discussion sur le statut de 1947 a donc lieu au début de la montée du mouvement nationaliste algérien, la France doit donc trouver un moyen de répondre à ces revendications. Revendications qui mèneront à la guerre d’Algérie qui débutera en 1954 soit 7 ans après.

### Discussion sur le statut des indigènes
Pour Milliot, la discussion suivante est relative à « l'égalité civile et politique des citoyens » (art. 2 à 4).

## Principes
Le statut de 1947 dans son article premier, définit comme par le passé l'Algérie comme « un groupe de départements doté de la personnalité civile et de l'autonomie financière »,. 
Elle entérine la citoyenneté des personnes  ayant conservé leur statut personnel et proclame l’égalité de tous les citoyens pour l’accès aux droits et obligations de citoyen français et de citoyen de l’Union française, ainsi que pour l‘accès aux emplois publics et militaires[réf. à confirmer]. 
Le Gouverneur général continue d'exercer le pouvoir exécutif et administratif. 
Une « Assemblée algérienne » remplaçant les anciennes Délégations financières exerce des compétences  budgétaires et financières, et dans une moindre mesure des compétences législatives (possibilité de se saisir de lois ordinaires pour les rendre applicables en Algérie, et d’édicter une réglementation particulière dans le cadre des lois existantes). 
Dans ce domaine législatif, seule l’Assemblée nationale impose des lois propres à l’Algérie ou y rend les lois ordinaires applicables dans la mesure où elle le mentionne expressément. 
La loi du 20 septembre énonce d’autres principes (le suffrage universel des femmes de « statut local » -art.4, la suppression des communes mixtes -art.53, l’indépendance du culte musulman à l’égard de l’Ėtat -art.56, etc.) dont les modalités d’application sont laissées à l’Assemblée algérienne.

## Organes

### Le Gouverneur général et le Conseil de Gouvernement
Le Gouverneur général est nommé en Conseil des ministres. Il exerce en Algérie, tout comme auparavant, le pouvoir exécutif et le pouvoir administratif  à l’exception des services de la justice et de l’éducation nationale. Il est assisté d’un Conseil de Gouvernement, bien plus restreint que dans le précédent statut, qui est composé de 6 membres : deux sont nommés par le Gouverneur général, deux sont élus par l’Assemblée algérienne à raison d’un par collège, et deux élus de l’Assemblée algérienne en sont membres de droit : le Président de l’Assemblée et son vice-président, qui appartiennent à chacun des deux collèges[réf. à confirmer]. 

### L’Assemblée algérienne
L’Assemblée algérienne instaurée par le nouveau statut  est composée de 120 membres. Deux collèges électoraux élisent à parité 60 membres. 
Un premier collège comprend les citoyens de statut civil français au nombre d’environ 470 000 hommes et femmes et 58 000 citoyens de statut civil de droit local (soit 11 % du collège )  qui y sont intégrés à raison de leur profession, ou de leur diplôme, ou de leur mandat électif, ou encore de leur décoration civile ou militaire[réf. à confirmer]. D'après l'encyclopédie Larousse, ce collège comporterait 522 000 électeurs. 
Un second collège comprend 1 400 000 hommes musulmans, le vote des femmes, prévu par le statut, étant laissé à l’examen de l’Assemblée algérienne, - car s'il est prévu que les femmes de ce collège pourraient voter (art. 4 du statut), ce droit ne sera effectif qu'à partir de juillet 1958. Attribuant à ce collège 1 200 000 électeurs, l'encyclopédie Larousse les caractérise en « musulmans non citoyens ». 
Le mode d’élection au suffrage universel masculin du second collège est une des différences notables que présente l‘Assemblée algérienne par rapport aux Délégations financières qu‘elle remplace, dont la « section des indigènes » était élue au suffrage restreint de 5 000 électeurs en 1898, 100 000 électeurs après 1919 (suffrage capacitaire). L’assemblée, élue pour six ans, est renouvelée par moitié tous les trois ans. Tous les électeurs et électrices d’Algérie âgés de 23 ans au moins peuvent être candidats indifféremment dans l’un ou l’autre collège. Leur mandat est incompatible avec un mandat de parlementaire[réf. à confirmer]. La présidence et la vice-présidence de l’assemblée alternent  tous les trois ans entre les élus de chaque collège.
Les compétences prioritaires de l’Assemblée algérienne sont le vote du budget et l’autorisation des emprunts publics, à l’instar de son prédécesseur, les Délégations financières. Mais l’assemblée peut également se saisir des lois ordinaires votées par le Parlement français pour les rendre applicables à l’Algérie, ou établir une réglementation particulière pour les lois applicables à l’Algérie. Le statut lui réserve expressément un tel pouvoir sur plusieurs questions algériennes importantes. Outre le vote des femmes musulmanes déjà signalé, il s’agit des modalités de la disparition des communes mixtes, de l’application du principe d’indépendance du culte musulman par rapport à l'Ėtat, de l’application de l’enseignement de l’arabe en Algérie à tous les degrés, du nouveau régime à donner aux conseils municipaux et généraux, d’un avis à donner pour une nouvelle organisation des Territoires du Sud.
Toutes les prérogatives nouvelles sont soumises à un système complexe de majorité qualifiée et d’homologation par décret.
Les décisions de l’Assemblée sont prises à la majorité simple selon l’article 39 de la loi, mais ce même article prévoit qu’à la demande du Gouverneur général, ou de la commission des finances, ou d’un quart des membres de l’assemblée, le vote doit être acquis à la majorité des deux tiers, sauf si la majorité simple est constatée dans chacun des deux collèges. Ceci revient à instaurer une minorité de blocage.

## Réception et mise en œuvre du statut
Alors qu'en métropole le statut de 1947 est accueilli avec indifférence, il est qualifié en Algérie de « statut octroyé » et y soulève une opposition  quasi unanime, motivée par des raisons différentes. Pour les Français d'Algérie, remontés contre les masses musulmanes depuis les évènements de mai 1945, l'opposition  porte sur l'introduction d'une minorité de Musulmans dans le premier collège. Chez les nationalistes, l'UDMA de Ferhat Abbas exprime un rejet nuancé, alors que le MTLD de Messali Hadj rejette un statut qui ne reconnaît pas la souveraineté et l'indivisibilité de la nation algérienne.

### Élections
Le premier Gouverneur général dans le cadre du statut nouveau, nommé le 11 février 1948, est Marcel-Edmond Naegelen, d'origine alsacienne, militant de la SFIO, ancien résistant, et ignorant tout de l'Algérie. Lors de la première élection de l'assemblée algérienne le 11 avril 1948, il couvre une gigantesque opération de trucage de l'élection des délégués du deuxième collège, qui est largement dénoncée en métropole et même à l'étranger, et qu'après avoir niée, il finit par justifier. La répétition de ce procédé, et des protestations consécutives, à l'occasion du renouvellement triennal de février 1951, l'oblige à démissionner. Le trucage se répétait à l'occasion du renouvellement triennal de 1954. 
Une alliance des radicaux et des conservateurs triomphe en 1948 au premier collège (55 députés de droite, 4 socialistes, 1 communiste). Au second collège, la fraude favorise les candidats de l'administration  dans le but de faire de « bonnes élections », c’est-à-dire d'évincer au maximum les Nationalistes de cette assemblée dans une atmosphère d'intimidation, de chantage et de fraude connue sous l’expression de « bourrage des urnes », et ne laisse élire que 9 membres du MTLD et 8 de l'UDMA sur les 60 sièges du second collège, alors que ces deux mouvements avaient obtenu un très grand nombre de voix aux élections municipales de 1947.
Les élus de l'administration, surnommés péjorativement « béni-oui-oui », sont, sauf exception, peu représentatifs et compétents, et l'assemblée trop docile ne va guère de l'avant. Elle exerce néanmoins correctement ses attributions prioritaires de vote du budget et des emprunts. Mais les matières les plus novatrices soumises à sa compétence ne viennent jamais à l'ordre du jour, par inertie, et en raison de l'effet dissuasif de la lourde majorité qualifiée. C'est notamment le cas du vote des femmes, et des dispositions relatives à la disparition des communes mixtes. Ici, l'immobilisme est particulièrement nocif, car le corps des administrateurs civils des communes mixtes n'est pas renouvelé, par anticipation de la disparition de la commune mixte, ce qui entraîne une aggravation de la sous-administration des régions à forte majorité musulmane.
D'autres dysfonctionnements plus folkloriques sont signalés, telle l'élection d'un analphabète à la présidence de la Commission de l'éducation. La fraude électorale est pratiquée de nouveau lors du renouvellement triennal de l'Assemblée en février 1954. Mais le Conseil d'État, juge en premier et dernier recours du contentieux des élections à l'Assemblée algérienne, rejette en bloc tous les recours en annulation.

### Fin du statut
Le 1er novembre 1954, c'est la « Toussaint rouge ». Une série d'attentats perpétrés par le Front de libération nationale (FLN) précipite les événements. Les policiers, croyant les attentats organisés par le MTLD, arrêtent de nombreux militants et les torturent. Ce même-mois, Pierre Mendès France, alors ministre français des affaires étrangères, déclare que le statut de l'Algérie est un échec qui s'exprime par la violence. 
En septembre 1955, l'Assemblée est encore affaiblie par la démission de 42 délégués musulmans, et elle ne survit pas à l'instauration des pouvoirs spéciaux votés le 16 mars 1956 par l'assemblée nationale {{copie à vérifier}} : Les pouvoirs spéciaux, votés à une très large majorité de 455 voix, communistes compris, autorisent le gouvernement à « prendre toute mesure exceptionnelle en vue du rétablissement de l'ordre. ». D'après le député Noël Mamère, écrivant en 2001, ce jour-là, « le Parlement a pris la décision de se dessaisir de son pouvoir politique et donc de ses responsabilités via le gouvernement de l'époque qui a conféré de fait ces pouvoirs à l'armée française ». En vertu de ces pouvoirs spéciaux, le ministre résidant Robert Lacoste décréte la dissolution de l'Assemblée algérienne en avril 1956. 
Deux projets de « loi-cadre de l'Algérie » prévoyant un nouveau statut sont débattus par l'Assemblée nationale : le premier est repoussé en septembre 1957, et le second, adopté le 31 janvier 1958, ne sera jamais appliqué. 
Pour finir, à l'issue de la guerre d'Algérie, l'Algérie devient indépendante le 3 juillet 1962. Ce ne sera donc plus au législateur français de décider de l'organisation de l'Algérie.